# 周桓
周 桓（しゅう かん）は、中華人民共和国の軍人。中国人民解放軍の開国上将。

## 略歴
1929年、天津中山中学在学時、学生運動に参加した。1930年、上海に移り、中共の外郭団体である互済会訓練班で学ぶ。同年5月、湘鄂贛蘇区で中国工農紅軍に参加し、中国共産党に入党する。事後、紅5軍政治部秘書、紅3軍団政治部秘書処処長を歴任し、第1次、第2次長沙作戦に参加する。1931年から紅3軍団政治教導隊政治委員、軍団政務処処長、政治保衛分局執行部部長、紅1方面軍総政治部地方工作部部長、工人師政治部主任を歴任し、中央ソビエト区の反「囲剿」に参加した。長征中、紅8軍団政治部破壊部部長、軍事委員会幹部団上級幹部隊政治委員、紅1方面軍総政治部秘書長兼敵工部部長。陝北到達後、羅鎮と東征戦役に参加。
1936年、統戦部部長を兼任し、張学良の東北軍と抗日共同工作を行った。東北軍甘泉守城部隊と交渉し、「内戦停止、抗日一致」を訴え、西安事件の前提条件を創出した。
日中戦争勃発後、八路軍野戦政治部敵工部部長、第1遊撃縦隊政治委員、八路軍総司令部秘書長を務める。1938年9月、中共中央馬列学院に入校。1939年10月、八路軍野戦政治部組織部部長兼軍法処処長となり、野政巡視団を率いて冀南と冀魯予抗日根据地の幹部を教育した。1942年、太行区抗日根据地に戻る。
対日戦勝後、東北部に移り、東北軍政学校政治委員、東北民主連軍政治部副主任兼連絡部部長、中共長春市委員会書記、東北野戦軍政治部副主任兼後勤部政治委員を歴任し、東北二線兵団の組織、捕虜の改造、敵軍の瓦解工作を担当した。1948年9月、遼瀋戦役期間、長春守備隊である国民党曾沢生の起義工作を行い、鄭洞国の投降を促し、長春解放に貢献した。その後、東北軍区政治部主任、中共中央東北局委員を務める。
1950年から東北軍区副政治委員、中共中央東北局常務委員、瀋陽軍区政治委員となり、「中国人民解放軍政治工作条例」草案の起草に従事した。朝鮮戦争時、中国人民志願軍の後方保障を担当した。1955年、上将の階級を授与。1955年11月に遼東半島で行われた対上陸演習において、瀋陽軍区部隊を指導した。1959年、中共遼寧省委員会書記処書記。
文化大革命中、林彪、江青等に迫害された。文革後、遼寧省第4回政協副主席。1979年、国家文化部顧問。第1回全国政協代表、第5回全国政協委員、第1回全人大代表、中共第8回中央候補委員。
1993年10月27日、北京で死去。